# ZeitPunkt-Kulturmagazin
Das ZeitPunkt-Kulturmagazin ist eine deutsche Zeitschrift. Sie wurde im Oktober 1990 gegründet und erscheint monatlich mit einer Auflage von 22.000 Exemplaren.
Als ältestes Stadtmagazin ist der ZeitPunkt seit 1990 fester Bestandteil des Leipziger Stadtgeschehens, wobei der Schwerpunkt des Heftes auf der Heldenstadt mit all ihren kulturellen und subkulturellen stadteigenen Themen liegt. Das monatlich erscheinende Magazin wird kostenlos an über 1.000 Auslagestellen verteilt.
Gründer des ZeitPunkt-Kulturmagazin und von 1991 bis 2011 Chefredakteur und Herausgeber war Christian Nóvé (Bandleader der Prog-Rock-Band DICE).
Er rief 1991 in einer der ersten Ausgaben seiner Zeitschrift einen offenen Workshop "Ein Musical entsteht" ins Leben, bei dem interessierte Leser an der Entstehung eines Musicals mitarbeiten könnten, um es anschließend auf die Bühne zu bringen. Jeden Monat sollten die Fortschritte beschrieben und so der Entstehungsprozess für alle Leser transparent werden.
Parallel dazu gründeten einige Kulturfans aus dem Umfeld der ZeitPunkt-Redaktion einen Verein, der dieses Projekt betreute.
Der ZeitPunkt berichtet regelmäßig mit Artikeln über Aktuelles aus Leipziger Kultur, Politik, Sport und studentischem Leben. Zudem informiert das Magazin über Neues aus der Welt der Musik, Filme, Gastronomie und Literatur.
Der Erscheinungstermin ist jeweils der letzte Donnerstag im Monat. Das ZeitPunkt-Kulturmagazin wurde bis zum Jahr 2011 vom Nóvé-Medienverlag herausgegeben und erscheint seitdem in der Auerbach Verlag und Infodienste GmbH.

## Weitere Publikationen
Des Weiteren erscheint zwei Mal im Jahr der ZeitPunkt-Studentenführer.
Der ZeitPunkt Studentenführer wird jeweils zu Beginn des Sommer- und des Wintersemesters in allen von Studierenden hoch frequentierten Orten in Leipzig und Halle kostenlos verteilt. Er erscheint jeweils am zweiten Donnerstag im April bzw. Oktober.